# Мрштане
Мрштане је насељено место града Лесковца у Јабланичком округу. Према попису из 2022. било је 1.147 становника.

## Демографија
У насељу Мрштане живи 1.126 пунолетних становника, а просечна старост становништва износи 40,2 година (38,6 код мушкараца и 41,8 код жена). У насељу има 327 домаћинстава, а просечан број чланова по домаћинству је 4,38.
Ово насеље је великим делом насељено Србима (према попису из 2002. године), а у последња три пописа, примећен је пад у броју становника.
|  |

| Демографија | Демографија | Демографија |
| Година      | Становника  | Становника  |
| ----------- | ----------- | ----------- |
| 1948.       | 1.215       |             |
| 1953.       | 1.307       |             |
| 1961.       | 1.477       |             |
| 1971.       | 1.439       |             |
| 1981.       | 1.499       |             |
| 1991.       | 1.489       | 1.448       |
| 2002.       | 1.431       | 1.493       |
| 2011.       | 1.332       |             |
| 2022.       | 1.147       |             |

| Етнички састав према попису из 2002.‍ | Етнички састав према попису из 2002.‍ | Етнички састав према попису из 2002.‍ | Етнички састав према попису из 2002.‍ | Етнички састав према попису из 2002.‍ |
| ------------------------------------ | ------------------------------------ | ------------------------------------ | ------------------------------------ | ------------------------------------ |
|                                      |                                      |                                      |                                      |                                      |
| Срби                                 | Срби                                 |                                      | 1.411                                | 98,60%                               |
| Роми                                 | Роми                                 |                                      | 7                                    | 0,48%                                |
| непознато                            | непознато                            |                                      | 12                                   | 0,83%                                |

| Година пописа     | 1948. | 1953. | 1961. | 1971. | 1981. | 1991. | 2002. |
| ----------------- | ----- | ----- | ----- | ----- | ----- | ----- | ----- |
| Број домаћинстава | 188   | 224   | 312   | 311   | 347   | 340   | 327   |

| Број чланова      | 1  | 2  | 3  | 4  | 5  | 6  | 7  | 8  | 9 | 10 и више | Просек |
| ----------------- | -- | -- | -- | -- | -- | -- | -- | -- | - | --------- | ------ |
| Број домаћинстава | 28 | 52 | 30 | 58 | 45 | 78 | 16 | 11 | 6 | 3         | 4,38   |

| Пол    | Укупно | Неожењен/Неудата | Ожењен/Удата | Удовац/Удовица | Разведен/Разведена | Непознато |
| ------ | ------ | ---------------- | ------------ | -------------- | ------------------ | --------- |
| Мушки  | 585    | 121              | 418          | 40             | 6                  | 0         |
| Женски | 581    | 65               | 424          | 82             | 9                  | 1         |
| УКУПНО | 1.166  | 186              | 842          | 122            | 15                 | 1         |

| Пол    | Укупно                    | Пољопривреда, лов и шумарство | Рибарство                            | Вађење руде и камена | Прерађивачка индустрија       |
| ------ | ------------------------- | ----------------------------- | ------------------------------------ | -------------------- | ----------------------------- |
| Мушки  | 454                       | 265                           | 0                                    | 0                    | 88                            |
| Женски | 277                       | 201                           | 0                                    | 0                    | 27                            |
| УКУПНО | 731                       | 466                           | 0                                    | 0                    | 115                           |
| Пол    | Производња и снабдевање   | Грађевинарство                | Трговина                             | Хотели и ресторани   | Саобраћај, складиштење и везе |
| Мушки  | 2                         | 18                            | 32                                   | 4                    | 11                            |
| Женски | 0                         | 0                             | 19                                   | 3                    | 2                             |
| УКУПНО | 2                         | 18                            | 51                                   | 7                    | 13                            |
| Пол    | Финансијско посредовање   | Некретнине                    | Државна управа и одбрана             | Образовање           | Здравствени и социјални рад   |
| Мушки  | 0                         | 0                             | 10                                   | 3                    | 10                            |
| Женски | 1                         | 0                             | 4                                    | 6                    | 11                            |
| УКУПНО | 1                         | 0                             | 14                                   | 9                    | 21                            |
| Пол    | Остале услужне активности | Приватна домаћинства          | Екстериторијалне организације и тела | Непознато            | Непознато                     |
| Мушки  | 5                         | 0                             | 0                                    | 6                    | 6                             |
| Женски | 2                         | 0                             | 0                                    | 1                    | 1                             |
| УКУПНО | 7                         | 0                             | 0                                    | 7                    | 7                             |

## Спорт
Фудбалски клуб Моравац Орион је основан 1947. године и такмичио се у Првој лиги Србије у сезони 2014/15.